# Xyris difformis
Espèce
Statut de conservation UICN

 LC  : Préoccupation mineure
Xyris difformis est une espèce de la famille des Xyridaceae. Dénommé en français Xyris difforme ou herbe aux yeux jaunes des tourbières est une espèce nord-américaine de plante à fleurs. Il est originaire de l'est et du sud des États-Unis, de l'est et du centre du Canada et de l'Amérique centrale,.

## Description
Xyris difformis est une plante herbacée vivace atteignant 90 cm de haut avec des feuilles ressemblant à de l'herbe atteignant 50  cm de long et des fleurs jaunes,.

## Répartition
Ce taxon se rencontre dans les pays suivants : Canada, États-Unis.

## Liste des variétés
Selon GBIF (26 décembre 2023) :
- Xyris difformis var. curtissii (Malme) Kral
- Xyris difformis var. difformis

## Systématique
Le nom correct complet (avec auteur) de ce taxon est Xyris difformis Chapm..
Ce taxon porte en français le nom vernaculaire ou normalisé suivant : Xyris difforme.